# Piccolo grande Timmy
Piccolo grande Timmy (Timmy Time) è un programma d'animazione per bambini in età prescolare realizzata dalla Aardman Animations.

## Serie madre
Lo show è uno spin-off della serie Shaun - Vita da pecora che a sua volta era uno spin-off di Wallace & Gromit, in cui era stato introdotto il personaggio di Shaun.

## Trama
Nella serie, Timmy ed i suoi amici devono imparare a condividere, fare amicizia e confessare gli sbagli. Essi sono seguiti dai propri insegnanti, Harriet l'airone ed Osbourne il gufo.

## Trasmissione
Le trasmissioni sono iniziate nel Regno Unito su CBeebies il 6 aprile 2009 alle 9:00 di ogni giorno del fine settimana. La serie è stata trasmessa in Italia da Playhouse Disney e Disney Junior nel 2009 e negli Stati Uniti da Playhouse Disney nel 2010 Lo show è realizzato da episodi di circa dieci minuti, privi di dialoghi, più o meno come in Shaun - Vita da pecora.

## Dialoghi
La serie è priva di dialoghi. Gli animali infatti si esprimono attraverso i propri versi.

## Episodi
| Stagione | Episodi | Prima TV UK | Prima TV Italia |
| -------- | ------- | ----------- | --------------- |
| 1        | 26      | 2009        | 2009            |
| 2        | 26      | 2010        | 2011-2012       |
| 3        | 28      | 2011-2012   | 2012            |